# Смирнов, Николай Алексеевич (полный кавалер ордена Славы)
Никола́й Алексе́евич Смирно́в (1908, Грибаниха, Ярославская губерния — 10 марта 1945, Гданьск, Рейхсгау Данциг — Западная Пруссия) — участник Великой Отечественной войны, полный кавалер ордена Славы.

## Биография
Родился в 1908 году в деревне Грибаниха (ныне — Мышкинского района Ярославской области) в семье крестьянина. Русский. Образование начальное. Работал в колхозе, затем жил и работал Ленинграде.
В 1939 году был призван в Красную Армию Московским райвоенкоматом города Ленинграда. Участник советско-финляндской войны 1939—1940 годов. На фронте в Великую Отечественную войну — с июня 1941 года. Воевал на Ленинградском фронте, участвовал в защите города Ленинград. К лету 1943 года был командиром расчёта 76-мм орудия 340-го стрелкового полка 46-й стрелковой дивизии. Дивизия с сентября 1941 года по апрель 1943 года занимала оборону на семидесятикилометровом участке фронта на правом берегу Невы — от устья реки Тосны до Ладожского озера. Враг не раз пытался форсировать в этом районе Неву, но все его атаки разбивались о стойкость воинов дивизии.
В период боев с 1 по 30 июня расчёт старшего сержанта Смирнова разрушил 3 пулемётных дзота, один наблюдательный пункт, противотанковое орудие, подавил два ротных миномёта, три станковых пулемёта, до 10 гитлеровцев. Командир расчёта получил первую боевую награду — медаль «За отвагу».
10 февраля 1944 года в ходе Ленинградско-Новгородской операции в бою в районе шоссейной дороги Луга — Гдов (Ленинградская область) старший сержант Смирнов под огнём противника выдвинул орудие на прямую наводку, в 300 метрах от вражеских позиций, и в упор расстреливал технику и живую силу противника. Уничтожил 75-мм орудие, 4 повозки с грузом, более 15 пехотинцев. Поразил из личного оружия 4 гитлеровцев.
Приказом по частям 46-й стрелковой дивизии (№ 21/н) от 22 марта 1944 года старший сержант Смирнов Николай Алексеевич награждён орденом Славы 3-й степени.
31 марта при прорыве сильно укреплённой полосы обороны противника на реке Многа (Псковская область) старший сержант Смирнов под огнём противника продвигал своё орудие в стрелковых цепях и прямой наводкой разрушил 3 дзота и 4 пулемётных точки, уничтожил орудии и до 15 гитлеровцев. Был награждён орденом Красной Звезды.
Весной 1944 года дивизия была выведена в тыл и переброшена на Карельский перешеек. В июне 1944 года в составе 108-го стрелкового корпуса дивизия участвовала в Выборгской операции. В этих боях артиллерист Смирнов вновь отличился.
14—17 июня 1944 года в боях на Карельском перешейке в районе населенного пункта Териоки (ныне Зеленогорск, в составе Курортного района города федерального значения Санкт-Петербурга) старший сержант Смирнов с расчётом прямой наводкой вёл огонь по траншеям и первой и второй линий обороны. Артиллеристы уничтожили два дзота, три миномёта, более 60 финских солдат и офицеров. Своими действиями обеспечили нашей пехоте возможность форсировать реку Ваммельсуниоки. Смирнов был представлен к награждению орденом Красной Звезды, но командир дивизии изменил статус награды на орден Славы 2-й степени. Пока документы ходили по инстанциям, Смирнов вновь отличился.
28 июня 1944 года в районе Кастиолка (ныне Выборгский район Ленинградской области) огнём из орудия уничтожил 2 дзота, пулемётную точку, миномёт и до 25 финских солдат и офицеров. Был ранен в голову, но остался в строю. После форсирования озера Кярстиян-Ярви (юго-восточнее города Выборг) занял позицию, отражая атаку финнов, организовал круговую оборону. Расчёт уничтожил 11 вражеских солдат. Заменив погибшего командира взвода, успешно командовал подразделением. Был представлен к награждению орденом Отечественной войны 2-й степени, и на этот раз командир дивизии изменил статус награды на орден Славы 2-й степени.
Приказами по войскам 21-й армии от 10 июля (№ 162/н, за бои 14—17 июня) и 27 июля (№ 243/н, за бой 28 июня) старший сержант Смирнов Николай Алексеевич награждён двумя орденами Славы 2-й степени (вручен был только один орден).
В составе дивизии участвовал в боях за освобождение Эстонии. В октябре 1944 года дивизия была переброшена на 2-й Белорусский фронт и участвовала в боях за освобождение Польши.
14 января 1945 года во время наступательных боёв севернее города Пултуск (ныне Мазовецкое воеводство, Польша) старший сержант Смирнов, действуя во главе расчёта, во время артиллерийской подготовки уничтожил вражеский дзот, проделал проход в проволочном заграждении и минном поле противника, подавил 5 огневых точек, уничтожил много гитлеровцев. 17 января в боях за город Цеханув (Мазовецкое воеводство, Польша) расчёт старший сержанта Смирнова отбил 2 танковых контратаки, огнём из своего орудия подавил 3 пулемётные точки противника, дав возможность пехоте продвинуться вперед. Был представлен к награждению орденом Славы 1-й степени, но об этой награде не узнал.
10 марта 1945 года в бою на подступах к городу Гданьск старший сержант Смирнов погиб в бою. Был похоронен на месте боя в районе населённого пункта Пакруевкен, позднее перезахоронен в братскую могилу на кладбище советских воинов в городе Гданьск, ныне Центральный мемориал Советским воинам в Гданьске.
Указом Президиума Верховного Совета СССР от 24 марта 1945 года за образцовое выполнение боевых заданий командования на фронте борьбы с немецкими захватчиками и проявленные при этом доблесть и мужество старший сержант Смирнов Николай Алексеевич был награждён орденом Славы 1-й степени. Стал полным кавалером ордена Славы.

## Награды
- Орден Красной Звезды (17 мая 1944)[1]
- Орден Славы 1 степени (24 маа 1945)[2]
- 2 ордена Славы 2 степени (10 июля 1943 и 27 июля 1943)[3][3]
- Орден Славы 3 степени (22 марта 1943)[4]
- Медаль «За отвагу» (3 июля 1943)[5]
- Медаль «За оборону Ленинграда»;